# پرندگان خشمگین تکامل
«پرندگان خشمگین تکامل» (انگلیسی: Angry Birds Evolution) یک بازی ویدئویی است که توسط راویو انترتینمنت و در سال ۲۰۱۷ و در پلت‌فرم آی‌اواس منتشر شده‌است.